# An tropic
Anul tropic (cunoscut si sub denumirea de an solar) este timpul de care Soarele are nevoie pentru a se întoarce în aceași poziție în ciclul anotimpurilor, văzut de pe Pământ.
Toate calendarele sunt o aproximare mai mult sau mai puțin precisă a anului tropic.

## Durată
- 2000: 365,242188 zile solare
- 2015: 365,242187 zile solare
- 2016: 365,242186 zile solare